# Инцидент с Чарльзом Брауном и Францем Штиглером
Инцидент с Чарльзом Брауном и Францем Штиглером произошел 20 декабря 1943, когда ас Люфтваффе Франц Штиглер из гуманистических соображений не стал сбивать американский бомбардировщик B-17 Flying Fortress, пилотируемый Чарльзом Брауном. После бомбардировки Бремена самолёт B-17 был повреждён немецкими истребителями. Франц Штиглер, лётчик 27-й истребительной эскадры Люфтваффе, получил приказ сбить американский бомбардировщик, но вместо этого позволил экипажу вернуться на аэродром в Великобритании, сопровождая его большую часть пути. Отчёт о полёте был засекречен Союзниками, Штиглер же не доложил своему командованию об инциденте, чтобы не быть казнённым. Через много лет после войны пилоты встретились в Северной Америке. Они стали близкими друзьями и общались почти двадцать лет, лётчики умерли с разницей в несколько месяцев.

## Пилоты

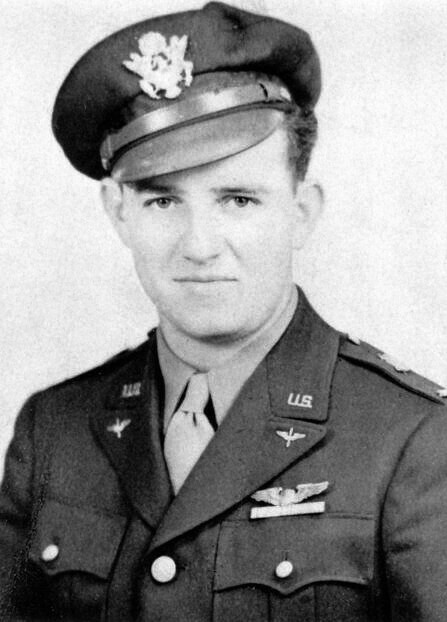
Чарли Браун

Второй лейтенант Чарльз Л. «Чарли» Браун (называл себя «мальчик-фермер из Уэстона, Западная Виргиния») был пилотом B-17F 379-й бомбардировочной группы 8-й воздушной армии ВВС США, которая размещалась на базе Кимболтон в Англии. Франц Штиглер до войны был пилотом баварской авиакомпании, служил лётчиком-истребителем Люфтваффе в составе Jagdgeschwader 27. На момент инцидента у него на счету было 29 воздушных побед (две из которых одержал в тот же день), и до желанного рыцарского креста Железного креста ему не хватало всего одного сбитого врага (необходимое количество побед — 30).

## Бомбардировка Бремена
Это был первый для экипажа B-17 боевой вылет, целью был авиазавод в Бремене, где выпускали Focke-Wulf 190. Личный состав 527-й эскадрильи бомбардировщиков был проинформирован на брифинге перед миссией о том, что они могут столкнуться с сотнями немецких истребителей. Артиллерия ПВО Бремена насчитывала 250 зенитных орудий. Экипаж Брауна получил приказ лететь в «Пурпурном Сердце» — месте на краю боевого построения, которое считалось особенно опасным, поскольку немцы вели огонь по краям, а не по центру боевого построения бомбардировщиков. Однако, поскольку одному бомбардировщику пришлось повернуть назад из-за технических проблем, Браун получил приказ сместиться вперед в начало строя.
Экипаж B-17 в тот день составляли:
- Второй лейтенант Чарли Браун: пилот / командир самолёта[7]
- Второй лейтенант Спенсер «Пинки» Люк: второй пилот[7]
- Второй лейтенант Эл «Док» Садок: навигатор[8]
- Второй лейтенант Роберт «Энди» Эндрюс: бомбардир[8]
- Сержант Бертрунд «Французик» Куломб: главный стрелок-пулемётчик и бортинженер[9]
- Сержант Дик Печут: радиооператор[10]
- Сержант Хью «Эки» Экенрод: хвостовой стрелок[10]
- Сержант Ллойд Дженнингс: левый фюзеляжный стрелок[10]
- Сержант Алекс «Русский» Елесанко: правый фюзеляжный стрелок[10]
- Сержант Сэм «Блэки» Блэкфорд: стрелок-пулемётчик[10]

### Заход на цель
B-17 Брауна начал 10-минутный заход на цель для выполнения бомбометания на высоте 8300 м при температуре −60 °C. Ещё до опустошения бомбоотсеков близким разрывом зенитного снаряда был разрушен носовой обтекатель из оргстекла, поражен второй двигатель и повреждён четвёртый, который уже был неисправен и для предотвращения разноса работал на пониженных оборотах. Полученные повреждения замедлили скорость полёта бомбардировщика, Браун не смог остаться со своей формацией и отстал от группы, в итоге самолёт попал под длительные атаки противника.

### Атаки истребителей
Отставший B-17 Брауна подвергся нападению более десятка вражеских истребителей крыла Jagdgeschwader 11 (Messerschmitt Bf 109 и Focke-Wulf Fw 190), атака длилась более 10 минут. Самолёт получил ещё больший урон, в частности был повреждён третий двигатель, из-за чего он работал только на половину мощности. Это означало, что у самолета было в лучшем случае 40 % от его общей номинальной мощности. Внутренние кислородные, гидравлические и электрические системы бомбардировщика были также повреждены, самолёт потерял половину своего руля направления и левый руль высоты, а также носовой обтекатель. Большую часть пулеметов заклинило. Вероятно, выход из строя бортовых систем привел к замерзанию механизмов (перед вылетом смазка вооружения была произведена ненадлежащим образом), в итоге бомбардировщик мог вести огонь только из двух пулемётов верхней башни и из одного носового. Большая часть экипажа была небоеспособна: хвостовой стрелок Экенрод был убит прямым попаданием пушечного снаряда в голову, Елесанко тяжело ранило в ногу осколками, Блэкфорд получил обморожение ног из-за короткого замыкания греющего кабеля в его комбинезоне, Печут получил ранение глаза, а Браун был ранен в правое плечо. Морфий в шприц-тюбиках застыл, осложнив оказание первой помощи. Радиостанция была разрушена, самолёт получил сильные внешние повреждения. Несмотря на это, все, кроме Экенрода, выжили.

### Франц Штиглер

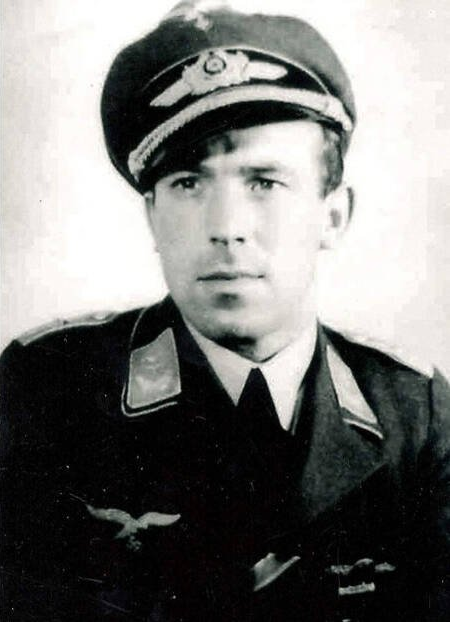
Франц Штиглер

Повреждённый бомбардировщик Брауна с земли заметили немцы, в том числе Франц Штиглер (тогда имел 29 побед), который заправлялся и пополнял боекомплект на аэродроме. Вскоре он взлетел на своём Messerschmitt Bf 109 G-6 и быстро догнал В-17, несмотря на то, что в радиаторе охлаждения его истребителя застряла крупнокалиберная пуля, что создавало опасность перегрева двигателя. Через повреждённый корпус бомбардировщика Штиглер смог увидеть покалеченный и небоеспособный экипаж. К удивлению американского пилота, Штиглер не открыл огонь по повреждённому бомбардировщику. Штиглер вспоминал слова своего наставника, командира из Jagdgeschwader 27, Густава Рёделя, во время североафриканской кампании: «Если я когда-нибудь увижу или услышу о том, что ты стреляешь в человека на парашюте, я сам тебя застрелю». Штиглер позже прокомментировал: «Для меня это равносильно, если они были бы на парашюте. Я видел их, и я не мог их расстрелять».
Дважды Штиглер пытался заставить Брауна посадить свой самолёт на немецком аэродроме и сдаться или отправиться в близлежащую нейтральную Швецию, где им бы оказали медицинскую помощь. Браун и экипаж В-17 не понимали, что кричал и показывал жестами Штиглер, поэтому продолжали лететь. Штиглер позже сказал Брауну, что он пытался заставить их полететь в Швецию. Затем Штиглер пролетел около самолёта Брауна до уровня левого крыла бомбардировщика, таким образом немецкие зенитные подразделения не целились в него; в итоге он сопровождал повреждённый B-17 над побережьем, пока они не достигли открытого моря. Браун, в то время не зная о намерениях Штиглера, приказал своему нижнему стрелку прицелиться в Штиглера, но не открывать огонь, а только предупредить его. Поняв это и убедившись, что бомбардировщик благополучно покинул воздушное пространство Германии, Штиглер отдал честь и повернул назад.

### Посадка
Брауну удалось пролететь 400 км над Северным морем и посадить свой самолет на базе Ситинг, где находилась 448-я группа бомбардировщиков. В ходе разбора полётов он сообщил своим офицерам о том, как его отпустил немецкий лётчик-истребитель. Ему сказали не говорить об этом остальной части подразделения, чтобы не создавать никаких позитивных чувств к вражеским лётчикам. Браун прокомментировал: «Кто-то решил, что ты не можешь быть человеком и летать в немецкой кабине». Штиглер ничего не сказал об инциденте своему начальству, зная, что немецкий лётчик, который пощадил врага в бою, рискует получить смертный приговор. Браун продолжил воевать. Франц Штиглер позже пересел на Messerschmitt Me.262 и до конца войны служил в Jagdverband 44.

## Дальнейшая судьба и встреча пилотов
После войны Браун вернулся домой в Западную Виргинию и поступил в колледж, затем служил в новосозданных ВВС США с 1949 до 1965 года. Позже, будучи государственным чиновником по иностранным делам, он совершил ряд поездок в Лаос и Вьетнам. Но в 1972 году он ушёл с государственной службы и переехал в Майами, где занялся механикой.
Штиглер в 1953 году переехал в Канаду и стал успешным бизнесменом.
В 1986 году отставному подполковнику Брауну было предложено выступить на мероприятии воссоединения военных лётчиков под названием «Сбор орлов» в Авиационном командно-штабном колледже на базе Максвелл, штат Алабама. Кто-то спросил его, были ли у него какие-нибудь памятные миссии во время Второй мировой войны; Браун задумался на минуту и вспомнил историю со Штиглером. Впоследствии Браун решил, что должен попытаться найти неизвестного немецкого пилота.
После четырёх лет поисков в архивах ВВС США и Люфтваффе Браун ничего не нашёл. Затем он написал письмо в информационный бюллетень ассоциации военных лётчиков. Несколько месяцев спустя Браун получил письмо от Штиглера, который тогда жил в Канаде, с ответом: «Я был тем самым». Когда они говорили по телефону, Штиглер описал свой самолёт, сопровождение и воинское приветствие. Таким образом он подтвердил, что был пилотом немецкого истребителя и участвовал в этом инциденте.
В 1990-х Чарли Браун и Франц Штиглер стали близкими друзьями и оставались таковыми до своей смерти с разницей в восемь месяцев в 2008 году.

## В культуре
19 декабря 2012 года была опубликована посвящённая инциденту книга Адама Макоса «Высший призыв: невероятная истинная история битвы и рыцарства в раздираемом войной небе Второй мировой войны» (англ. A Higher Call: An Incredible True Story of Combat and Chivalry in the War-Torn Skies of World War II). В мае 2013 года Том Стоппард и Solipsist Films решили снять фильм по книге. Том Стоппард и его сын Уилл объединились со Стивеном Л’Эреусом для совместной работы над проектом, который должен был иметь бюджет в размере 85 млн долларов, но фильм так и не сняли.
Инцидент стал темой песни No Bullets Fly из альбома Heroes метал-группы Sabaton. Внук Франца, являющийся фанатом группы, услышал, как эта песня играла вскоре после выпуска альбома и во время прослушивания он позвонил своей матери, Ювите Терен-Штиглер, дочери Франца, чтобы дать ей услышать песню. Вскоре после этого, Ювита прислала группе видеосообщение с благодарностью за почитание истории её отца. Позже в 2015 году, Штиглеры лично встретились с группой Sabaton во время их гастрольного тура в Ванкувере.
Один из эпизодов сериала «Морская полиция: Спецотдел», «Лучшие ангелы», основан на этом инциденте. В этом эпизоде отец Лероя Джетро Гиббса, Джексон, пытается найти немецкого лётчика, который спас ему жизнь во время Второй мировой войны.